# Неподдающиеся
«Неподдающиеся» — советская кинокомедия 1959 года известного режиссёра Юрия Чулюкина.

## Сюжет
На одном заводе работали два весёлых и неутомимых друга: Анатолий Грачкин (Юрий Белов) и Виктор Громобоев (Алексей Кожевников). Они были известны своими проделками и небрежным отношением к работе, что негативно сказывалось на показателях их молодёжной бригады.
Несмотря на уговоры и выговоры, Анатолий и Виктор никак не могли измениться, и их бригада не пользовалась хорошей репутацией. После очередного комсомольского собрания их было решено уволить. Однако в дело вмешалась юная активистка Надя Берестова (Надежда Румянцева).
На собрании она выразила сочувствие к своим друзьям, и комсомольцы сразу же поручили ей это ответственное дело. Поначалу она относилась к поручению с неохотой и опаской, но затем, пожалев ребят, взяла их на поруки.
Надя загорелась идеей перевоспитать этих двух лоботрясов и сделать из них настоящих передовиков производства. Однако Анатолий и Виктор не спешили меняться, и Наде пришлось приложить немало усилий, чтобы убедить их взяться за ум.
Постепенно работа над становлением личностей ребят стала самым важным делом в её жизни. Девушка настолько погрузилась в процесс перевоспитания, что ради своих подшефных забыла о собственных привязанностях.
Труд Нади не проходит даром, и после очередной попытки решить производственную задачу, им наконец это удаётся, и герои оказываются хорошими ребятами, достойными уважения и даже любви.

## В ролях
| Актёр               | Роль                                  |
| ------------------- | ------------------------------------- |
| Надежда Румянцева   | Надя Берестова                        |
| Юрий Белов          | Толя Грачкин                          |
| Алексей Кожевников  | Витя Громобоев                        |
| Валентин Козлов     | Володя Яковлев                        |
| Вера Карпова        | Роза Каткова                          |
| Светлана Харитонова | Лиза Кукушкина подруга Нади           |
| Виктор Егоров       | комсорг Лёня Бутусов                  |
| Юрий Никулин        | Василий Клячкин                       |
| Константин Нассонов | директор завода Андрей Ильич Барышев  |
| Иван Каширин        | мастер цеха Иван Игнатьевич Ватагин   |
| Виктор Терехов      | Петя                                  |
| Владимир Земляникин | член заводского комитета ВЛКСМ Зернов |
| Евгений Быкадоров   | тренер по прыжкам в воду              |
| Лилия Гриценко      | мать Нади                             |
| Леонид Маренников   | официант Паша                         |
| Владимир Пицек      | официант                              |
| Нина Агапова        | ведущая конкурса                      |
| Сергей Филиппов     | милиционер                            |
| Тамара Яренко       | эпизод                                |
| Зинаида Тарховская  | эпизод                                |
| Саша Смирнов        | мальчик, принёсший резец              |
| Маргарита Жарова    | жена Клячкина Соня (нет в титрах)     |
| Константин Желдин   | рабочий в общежитии (нет в титрах)    |
| Степан Борисов      | мастер (нет в титрах)                 |

### Вокал
- Михаил Новохижин — песня «Родной мой завод» Архивная копия от 25 января 2022 на Wayback Machine«
- Юрий Белов, Алексей Кожевников, Надежда Румянцева — песня »Между нами решено" Архивная копия от 25 января 2022 на Wayback Machine"

## Награды
- На Всесоюзном кинофестивале в Минске в 1960 году фильм получил первую премию. Также были присуждены вторые премии за лучшее исполнение женской роли Надежде Румянцевой и за лучшее исполнение мужской роли — Юрию Белову.

## Съёмочная группа
- Автор сценария: Татьяна Сытина
- Режиссёр-постановщик: Юрий Чулюкин
- Оператор: Константин Бровин
- Художник-постановщик: Ирина Шретер
- Режиссёр: Екатерина Народицкая
- Композиторы:
  - Антонио Спадавеккиа
  - Кирилл Молчанов
- Автор песен: Михаил Матусовский
- Звукорежиссёр: Ольга Упейник
- Директор картины: Юзеф Рогозовский
- Дирижёр: Григорий Гамбург (Оркестр Управления по производству фильмов)
- Художественный руководитель: Юлий Райзман

## Места съёмок
Натурные киносъёмки проходили в городских парках Одессы. Сцены прыжков в воду сняты в Дюковском парке (улица Балковская, 100) на вышке для прыжков в открытый водоём.